# Kobieta z papugą (obraz Édouarda Maneta)
Kobieta z papugą lub Młoda dama w 1866 (fr. La Femme au perroquet, Une jeune dame en 1866) – obraz olejny francuskiego malarza Édouarda Maneta namalowany w 1866, a obecnie przechowywany w Metropolitan Museum of Art w Nowym Jorku. Dzieło ma wymiary: 185,1 cm wysokości i 128,6 cm szerokości.Przedstawia ulubioną modelkę artysty, Victorine Meurent, która ubrana jest w długi, różowy szlafrok. W ręku trzyma bukiecik fiołków, a obok niej, na stojaku, siedzi papuga, która znalazła się w tytule obrazu. Spośród wielu portretów Victorine Meurent, które namalował Manet, ten prezentuje najbardziej delikatne, łagodne tonacje kolorów.
Obraz był nawiązaniem lub odpowiedzią na dzieło Gustave’a Courbeta o tym samym tytule, przedstawiające nagą kobietę z papugą. Gdy Manet w 1868 zaprezentował swe dzieło w Salonie Odrzuconych, jeden z krytyków napisał, że „pożyczył on papugę od swojego przyjaciela Courbeta i posadził ją na grzędzie obok młodej kobiety w różowym szlafroku”.
W 1889 nowojorski kolekcjoner, Erwin Davis, podarował obraz wraz z innym dziełem Maneta (Chłopcem ze szpadą) Metropolitan Museum w Nowym Jorku. Były to pierwsze obrazy francuskiego malarza, które znalazły się w tym muzeum.